# 489
489 (CDLXXXIX) fue un año común comenzado en domingo del calendario juliano, en vigor en aquella fecha.
En el Imperio romano, el año fue nombrado el del consulado de Probino y Eusebio, o menos comúnmente, como el 1242 Ab urbe condita, adquiriendo su denominación como 489 a principios de la Edad Media, al establecerse el anno Domini.

## Acontecimientos
- Los ostrogodos invaden Italia.
  - 28 de agosto: Teodorico el Grande derrota a Odoacro, rey de los hérulos, en Aquilea.
  - 27 de septiembre: Teodorico el Grande derrota de nuevo a Odoacro, en Verona, donde fija su capital.

## Nacimientos
- Galo de Clermont, religioso cristiano.
- Buretsu, emperador de Japón.